# Église Santa Teresa de Venise
L'église Santa Teresa (ou delle Terese) est une église de la ville de Venise, située dans le quartier de Dorsoduro, près de l'Église San Nicolò dei Mendicoli. Elle est aujourd'hui déconsacrée.

## Localisation

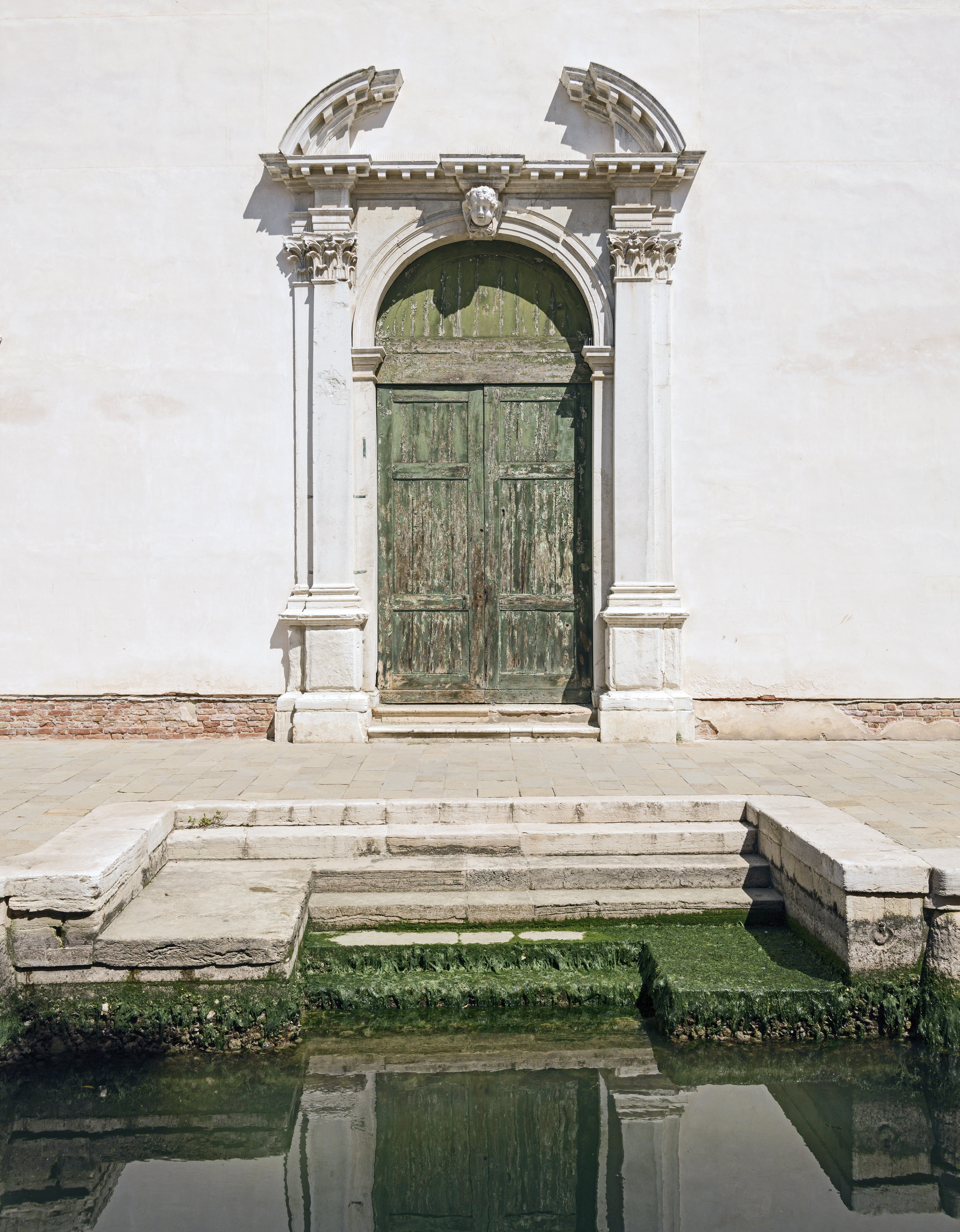
L'entrée sur le rio delle Terese

La façade donne sur le rio delle Terese.

## Histoire
Maria Ferrazzo,  filleule de Maddalena Poli et de Luigi Ferrazzo, orpheline de ses parents morts de la peste en 1630, passa toute sa vie spirituelle sous la protection du carmélite Bonaventura Pinzoni et acheta vers 1647 un local qui était auparavant le siège des Rifirmati, pour le convertir, avec l'église proche, en couvent des carmélites. Les nonnes s'appelaient communément les Terese. Elle soumit en 1648 les édifices au patronage du doge. Parti fonder d'autres cloîtres à Padoue, Vicence et Vérone, elle mourut en 1668, alors que le monastère des Terese et l'église furent agrandies en 1660 selon le dessin d' Andrea Cominelli étaient achevés. La communauté obtint le cloître en 1667.

Ses disciples y restèrent jusqu'en 1810, lorsque la propriété fut reversée à l'état. En 1811, le local fut converti en orphelinat, annexe de l'église. Cette église est maintenant déconsacrée.

## Description
À l'extérieur, le bâtiment a une façade austère peinte en blanc, avec une porte centrale et deux portes latérales surmontées de linteaux simples, sans autre élément architectural de fioriture.
L'intérieur montre un parfaitement carré, le décor est de style baroque, richement décoré de nombreuses peintures.